# بدار (اسم)
بدار هو اسم علم مذكر من أصل عربي، ومعناه هو يسمى به سكان البوادي والقرى وهو صيغة مبالغة من البدرأي القمر البدر القمر الممتلئأو هو السريع العاجلمن الفعل بدر إلى الشيء أسرع اليهوبدره عاجله.

## وصلات خارجية
- موسوعة السلطان قابوس لأسماء العرب